# Pavel Altschul

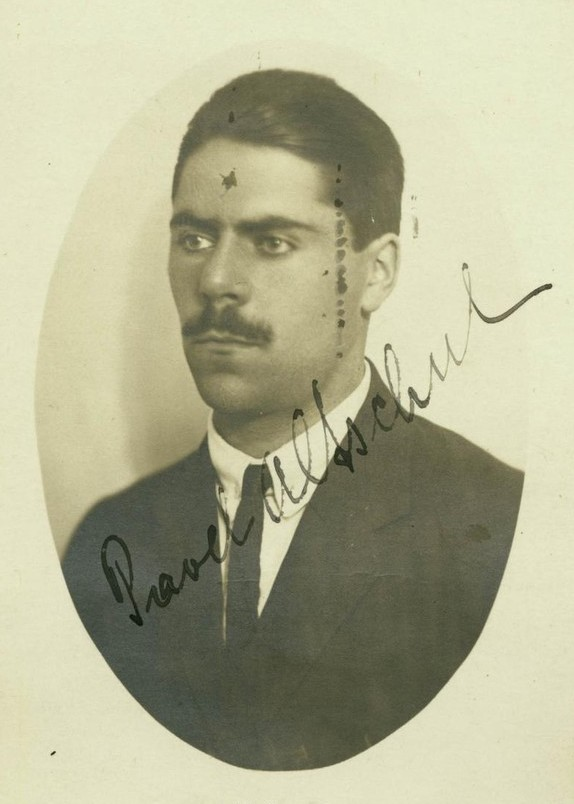
Pavel Altschul (1921)

Pavel Altschul (* 17. Mai 1900 in Česká Lípa, Österreich-Ungarn; † 18. August 1944 im Ghetto Theresienstadt) war ein tschechischer Journalist, Herausgeber und Fotograf.

## Leben
Pavel Altschul war von 1933 bis 1939 Redakteur und Herausgeber der Illustrierten Světozor. Er schrieb Berichte über die sozialen Auswirkungen der Weltwirtschaftskrise, über das nationalsozialistische Deutschland und über die Moskauer Prozesse. Auch nach der deutschen Besetzung Tschechiens im März 1939 wurden im Světozor noch Artikel und Bilder veröffentlicht, die dem aufmerksamen Leser eine der offiziellen Propaganda widerständige Sicht der politischen Verhältnisse ermöglichte. Statt polizeiliche Maßnahmen gegen die populäre Zeitschrift zu veranlassen, zog die tschechische Kollaborationsadministration es vor, die Zeitschrift im Sommer 1940 vom Orbis-Verlag übernehmen zu lassen, und sich damit auch der „nichtarischen Herausgeberschaft“ zu entledigen.
Altschul schrieb danach noch für die Widerstandszeitung V boj. Er wurde verhaftet und in das Ghetto Theresienstadt deportiert, wo er 1944 an den Haftbedingungen starb.